# Brains-sur-Gée
Brains-sur-Gée és un municipi francès situat al departament del Sarthe i a la regió de País del Loira. L'any 2007 tenia 606 habitants.

## Demografia

### Població
El 2007 la població de fet de Brains-sur-Gée era de 606 persones. Hi havia 212 famílies de les quals 36 eren unipersonals (16 homes vivint sols i 20 dones vivint soles), 72 parelles sense fills, 92 parelles amb fills i 12 famílies monoparentals amb fills.
La població ha evolucionat segons el següent gràfic:
Habitants censats

### Habitatges
El 2007 hi havia 264 habitatges, 216 eren l'habitatge principal de la família, 19 eren segones residències i 29 estaven desocupats. 259 eren cases i 3 eren apartaments. Dels 216 habitatges principals, 174 estaven ocupats pels seus propietaris i 42 estaven llogats i ocupats pels llogaters; 1 tenia una cambra, 13 en tenien dues, 33 en tenien tres, 51 en tenien quatre i 118 en tenien cinc o més. 193 habitatges disposaven pel capbaix d'una plaça de pàrquing. A 62 habitatges hi havia un automòbil i a 145 n'hi havia dos o més.

### Piràmide de població
La piràmide de població per edats i sexe el 2009 era:
| Homes | Edats   | Dones |
| ----- | ------- | ----- |
| 0     | 95 o +  | 0     |
| 0     | 90 a 94 | 0     |
| 0     | 85 a 89 | 8     |
| 0     | 80 a 84 | 0     |
| 8     | 75 a 79 | 12    |
| 8     | 70 a 74 | 12    |
| 4     | 65 a 69 | 12    |
| 8     | 60 a 64 | 4     |
| 12    | 55 a 59 | 8     |
| 16    | 50 a 54 | 16    |
| 20    | 45 a 49 | 8     |
| 20    | 40 a 44 | 20    |
| 20    | 35 a 39 | 16    |
| 4     | 30 a 34 | 24    |
| 20    | 25 a 29 | 8     |
| 4     | 20 a 24 | 8     |
| 12    | 15 a 19 | 12    |
| 8     | 10 a 14 | 28    |
| 16    | 5 a 9   | 24    |
| 24    | 0 a 4   | 12    |

## Economia
El 2007 la població en edat de treballar era de 403 persones, 332 eren actives i 71 eren inactives. De les 332 persones actives 319 estaven ocupades (171 homes i 148 dones) i 13 estaven aturades (4 homes i 9 dones). De les 71 persones inactives 28 estaven jubilades, 26 estaven estudiant i 17 estaven classificades com a «altres inactius».

### Ingressos
El 2009 a Brains-sur-Gée hi havia 240 unitats fiscals que integraven 680 persones, la mediana anual d'ingressos fiscals per persona era de 18.538 €.

### Activitats econòmiques
Dels 15 establiments que hi havia el 2007, 1 era d'una empresa extractiva, 2 d'empreses de fabricació d'altres productes industrials, 4 d'empreses de construcció, 3 d'empreses de comerç i reparació d'automòbils, 1 d'una empresa de transport, 2 d'empreses de serveis i 2 d'empreses classificades com a «altres activitats de serveis».
Dels 5 establiments de servei als particulars que hi havia el 2009, 1 era una funerària, 1 taller de reparació d'automòbils i de material agrícola, 1 guixaire pintor i 2 fusteries.
L'únic establiment comercial que hi havia el 2009 era una botiga de menys de 120 m².
L'any 2000 a Brains-sur-Gée hi havia 19 explotacions agrícoles que ocupaven un total de 1.079 hectàrees.

## Poblacions més properes
El següent diagrama mostra les poblacions més properes.